# マカジキ
マカジキ（真梶木、学名 Kajikia audax） は、バショウカジキ目バショウカジキ科に分類される魚の一種。水色の横縞模様が特徴的なカジキの一種で、日本近海を含むインド太平洋の暖海域に分布する。食用にもなる。Tetrapturus属に入れられていたが、現在はニシマカジキ（Kajikia albida）と共にマカジキ属を形成する。
学名 Tetrapturus audax はシノニムだが、こちらで掲載された文献も多い。日本での地方名はオカジキ（福島）ナイランボウ（千葉）ナイラギ、オイラギ（近畿）ナイラゲ（高知）ハイオ（福岡・熊本）などがある。

## 特徴
成魚は全長3m・体重100kgを超える。上顎は細長く前方に伸び、尖った吻を構成する。背中は濃い藍色で、体側に鮮やかな水色の横縞模様が十数本走る。体型は前後に細長く、側扁していて、体表は細かい鱗に覆われる。第一背鰭は前後に長いが、前方は鎌状に発達し体高よりも高くなる。腹鰭は3本の軟条が癒着し、紐状に伸びる。
クロカジキに似るが、第一背鰭前端が体高より高いこと、クロカジキより鱗が細かいこと、体が白っぽく平たいこと、吻が長いことなどで区別する。
泳ぐ速さは時速80kmに達する

### 生態
インド太平洋の熱帯・温帯海域に広く分布する。日本近海では北海道・朝鮮半島以南で見られるが、太平洋側に多く日本海では少ない。
単独か、数尾ほどの小さな群れで外洋表層を回遊する。尾鰭の上半分を水面に出して泳ぎ、水面上に跳ねることもある。食性は肉食性で、トビウオ、アジ、サバなどの魚やイカ類を捕食する。夏から秋にかけて産卵する。

## 利用
マグロ延縄・突きん棒・引き縄（トローリング）などで漁獲される。肉は赤身で、脂ののりも良く、日本ではカジキ類の中で最高級品として位置づけられる。また、冷凍しても品質が落ちにくい。刺身、寿司、フライ、ムニエルなどに利用される。
食料として見た場合、マカジキの体内に含まれる微量の水銀に注意する必要がある。
厚生労働省は、マカジキを妊婦が摂食量を注意すべき魚介類の一つとして挙げており、2005年11月2日の発表では、1回に食べる量を約80gとした場合、マカジキの摂食は週に2回まで（1週間当たり160g程度）を目安としている。